# Marco Bechis
Marco Bechis (* 24. Oktober 1955 in Santiago de Chile) ist ein italienisch-chilenischer Filmregisseur und Drehbuchautor. Eine langjährige Zusammenarbeit verbindet ihn mit seiner Autorenkollegin Lara Fremder, mit der er seit seinem Langfilmdebüt Alambrado (1991) gemeinsam die Drehbücher zu seinen Spielfilmen verfasst.

## Biografie
Marco Bechis wurde 1955 (anderen Angaben zufolge 1957) als Sohn einer Chilenin französisch-schweizerischer Abstammung und eines Italieners geboren. Später übersiedelte seine Familie ins argentinische Buenos Aires. Im Jahr 1976 kam es in Argentinien zum Umsturz der Regierung und unter Jorge Rafael Videla zur Errichtung einer Militärdiktatur. Der idealistische Bechis, zu dieser Zeit als linker Aktivist und Grundschullehrer in der argentinischen Hauptstadt tätig, trug sich mit dem Gedanken seine Lehrtätigkeit in den benachteiligten Regionen des Landes fortzusetzen, als er im April 1977 von vier Zivil-Soldaten verhaftet und in eines der zahlreichen geheimen Folterungslager verschleppt wurde. Dort war Bechis mit verbundenen Augen und 160 weiteren Gefangenen untergebracht, die heute zu den zahlreichen „Verschwundenen“ unter der Militärjunta gehören. Er musste fünfzig Vernehmungen über sich ergehen lassen und wurde mit Elektroschocks gefoltert, ehe er nach zehn Tagen auf Druck seiner Eltern freikam. Diese hatten sich an den General Guillermo Suárez Mason gewandt. Bechis wurde daraufhin einem normalen Gefängnis überstellt. Drei Monate später emigrierte er nach Italien, wo er auch die italienische Staatsbürgerschaft erhielt.
Seit Anfang der 1980er Jahre lebt Bechis in Mailand. Weitere Auslandsaufenthalte führten ihn unter anderem nach Los Angeles und Paris. In New York arbeitete er als Fotograf und Video-Künstler und schuf 1982 in Zusammenarbeit mit der Menschenrechtsorganisation Amnesty International die Video-Installation Desaparecidos, in der er sich den Gräueltaten der argentinischen Militärdiktatur und auch seinen eigenen Erlebnissen erstmals stellte. Ab 1981 studierte Bechis an der Mailänder Filmhochschule Albedo und legte 1982 mit Mi sembra d'averlo gia' visto einen ersten 40-minütigen Film auf 16 mm vor. Zwei Jahre später gewann er für den siebenminütigen auf Video produzierten Absent (1984) einen Preis auf dem norditalienischen Festival von Salsomaggiore Terme. Daraufhin folgten mit Esterno tango (1987) und Storie metropolitane (1988) weitere Arbeiten auf 16-mm-Format. Der Durchbruch als Filmemacher gelang Bechis erst 1991 mit seinem Spielfilmdebüt Alambrado, für das er gemeinsam mit Lara Fremder das Drehbuch verfasste. Im Mittelpunkt des Dramas, das in Argentinien spielt, steht ein Ehepaar, das versucht, den Bau eines Touristen-Flughafens zu verhindern. Die argentinisch-italienische Koproduktion wurde auf mehreren internationalen Filmfestivals gezeigt, war 1991 im Wettbewerb des Filmfestivals von Locarno vertreten und brachte dem italienischen Regisseur 1993 einen dritten Platz in der Spielfilm-Sektion des Havana Film Festivals ein.
Nach dem ersten Erfolg als Filmemacher schrieb Bechis gemeinsam mit Fremder das Drehbuch für Maurizio Zaccaros preisgekröntes italienisches Kriegsdrama Il carniere (1997) und verarbeitete mit dem Dokumentarfilm Luca’s Film den Aids-Tod seines Mailänder Freundes Luca Pizzorno im Jahr 1994. Neben Aufnahmen, die den Lebensweg des Bildhauers und Fotografen nachzeichnen, dokumentiert der Film auch das Verstreuen der Asche durch Bechis und zwei Freunde nach buddhistischer Tradition in Indien. Ebenfalls autobiografischen Ursprungs war der 1999 produzierte Spielfilm Junta, in der eine junge Studentin (gespielt von Antonella Costa) zu Zeiten der argentinischen Militärdiktatur von der Geheimpolizei verschleppt wird und sich plötzlich ihrem schüchternen und in sie verliebten Mitbewohner (Carlos Echevarría) gegenübersieht, einem „Verhör“-Spezialisten. Junta avancierte zu Bechis’ bisher erfolgreichsten Film, gewann 17 internationale Film- und Festivalpreise und brachte dem Italiener unter anderem den Cóndor de Plata für die beste Regie ein, Argentiniens nationalen Filmpreis. In Deutschland brauchte die italienisch-argentinisch-französische Koproduktion dagegen vier Jahre, um einen Verleih zu finden, erhielt aber ebenfalls Lob seitens der Kritiker zugesprochen. So pries die Süddeutsche Zeitung Junta als einen der „packendsten und künstlerisch überzeugendsten Filme“, die je diesem Thema gewidmet wurden, und lobte Bechis für die virtuose Lichtstimmung seiner subtilen Bilder, die die Schrecken der Folter und Tötungen nie direkt zeigen. die tageszeitung wiederum wies ebenfalls auf Bechis nüchternen Blick, der „Momente der Klarheit“ erreichen würde. Für Bechis selbst, der 1995 nach einer Reise nach Bosnien beschloss Junta zu drehen, stellte der Film „eine Art Filmmanifest ohne Zeit und Ort“ dar.
2001 widmete sich Bechis mit Figli/Hijos erneut erfolgreich der argentinischen und eigenen Vergangenheitsbewältigung und vertraute seinem Junta-Darsteller Carlos Echevarría wieder die Hauptrolle an. In dem Drama spielt Echevarría den Sohn eines in Italien lebenden argentinischen Exilanten. Dieser kommt erst durch eine in Buenos Aires lebende, unbekannte Zwillingsschwester zu der Erkenntnis, dass er als Neugeborener von einem Piloten der argentinischen Luftwaffe adoptiert wurde, der zahlreiche Gegner des Militärregimes, darunter auch seine leibliche Mutter, über dem Meer verschwinden ließ. War Bechis’ Figli/Hijos 2001 noch außerhalb des Wettbewerbs der Filmfestspiele von Venedig gezeigt worden, konkurrierte er 2008 mit BirdWatchers – La terra degli uomini rossi (dt.: Vogelbeobachter – Das Land der roten Menschen) um den Goldenen Löwen. Das Drama spielt im brasilianischen Bundesstaat Mato Grosso do Sul und stellt eine Gruppe von Guarani-Kaiowa-Indianern in den Mittelpunkt, die nach dem Selbstmord zweier Teenager ihr Reservat verlassen und sich neben dem Feld eines Großgrundbesitzers ansiedeln. Auf das Thema wurde der Regisseur durch die Hilfsorganisation Survival International aufmerksam, die in unmittelbarer Nachbarschaft von Bechis Mailänder Zuhause untergebracht war.
Birdwatchers war großes Lob seitens der Kritiker beschieden, für das der Regisseur fast ausschließlich auf Laiendarsteller vertraute. So zeigte sich die Frankfurter Allgemeine Zeitung in ihrer Kritik beeindruckt von der Natürlichkeit der Guarini und Bechis’ meisterschaftlichen Erzählung, während die tageszeitung von einer Vermischung der „Sphären“ sprach, in der der Regisseur die Indianer so wenig idealisiere, wie die Großgrundbesitzer dämonisiere. Der Italiener, der in Venedig als „kämpferischer Moralist für die Sache der Indios auftrat“, avancierte daraufhin in einem sonst eher enttäuschenden Wettbewerb gemeinsam mit der Amerikanerin Kathryn Bigelow (Tödliches Kommando – The Hurt Locker) und dem Äthiopier Haile Gerima (Morgentau, 2008) als Mitfavorit auf den Hauptpreis des Festivals, hatte aber gegenüber dem Amerikaner Darren Aronofsky (The Wrestler) das Nachsehen. Nach Tekoha, seinem Beitrag zum Episodenfilm Mundo Invisível (2011), folgte mit Il sorriso del capo (2011) ein Dokumentarfilm über den italienischen Diktator Benito Mussolini.
Bechis arbeitete in der Vergangenheit auch für das italienische Fernsehen. Für Rai realisierte er 1987 gemeinsam mit Enrico Deraglio, Daniel Cohn-Bendit und Adriano Sofri eine zwanzigminütige Tagessendung zum Thema Umweltprobleme.

## Filmografie (Auswahl)
- 1982: Mi sembra d'averlo gia' visto
- 1984: Absent (Kurzfilm)
- 1987: Esterno tango
- 1988: Storie metropolitane
- 1991: Alambrado
- 1997: Luca’s Film (Dokumentarfilm)
- 1999: Junta (Garage Olimpo)
- 2001: Figli/Hijos
- 2008: Birdwatchers – Das Land der roten Menschen (BirdWatchers – La terra degli uomini rossi)
- 2011: Mundo Invisível (Episode: Tekoha)
- 2011: Il sorriso del capo (Dokumentarfilm)

## Auszeichnungen
Cóndor de Plata der Asociación de Críticos Cinematográficos de Argentina
- 2000: Beste Regie und nominiert in der Kategorie Bestes Original-Drehbuch für Junta

David di Donatello
- 1997: nominiert in der Kategorie Bestes Drehbuch für Il carniere
- 2000: nominiert in den Kategorien Beste Regie und Bestes Drehbuch für Junta

Sindacato Nazionale Giornalisti Cinematografici Italiani
- 2000: nominiert in den Kategorien Beste Regie und Beste Original-Geschichte für Junta
- 2002: nominiert in der Kategorie Beste Original-Geschichte für Figli/Hijos

Premio Ariel
- 2001: nominiert in der Kategorie Bester lateinamerikanischer Film für Junta

Cartagena Film Festival
- 2000: Bester Film für Junta

Internationales Festival des Neuen Lateinamerikanischen Films
- 1993: Gran Coral – 3. Platz für Alambrado
- 1999: Gran Coral – Hauptpreisgewinner, Cuban Critics Award, Glauber Rocha Award, Martin Luther King Memorial Center Award und OCIC Award für Junta

Festival de Cine Iberoamericano de Huelva
- 1999: Bester Film für Junta

Mostra de Cinema Llatinoamericà de Lleida
- 2000: ICCI Screenplay Award für Junta

Internationales Filmfestival von Locarno
- 1991: nominiert für den Goldenen Leoparden für Alambrado

Lucas – Internationales Kinder- und Jugendfilmfestival
- 2000: Lucas in der Jugendsektion und C.I.F.E.J.-Preis (Lobende Erwähnung) für Junta

Paris Film Festival
- 2002: Press Award für Figli/Hijos

Santa Barbara International Film Festival
- 2000: Phoenix Prize für Junta

Thessaloniki Film Festival
- 1999: Silver Alexander und FIPRESCI-Preis und nominiert für den Golden Alexander für Junta

Internationale Filmfestspiele von Venedig
- 2008: nominiert für den Goldenen Löwen für Birdwatchers